# Walter Rodekamp
Walter Rodekamp (Hagen, 13 januari 1941 - aldaar, 10 mei 1998) was een Duits voetballer.